# 巴甫利夫卡 (波格列比谢市镇)
巴甫利夫卡（烏克蘭語：Павлівка），是烏克蘭西南部文尼察州文尼察區波格列比谢市镇内的村庄。面積0.36平方公里，海拔高度222米，2001年人口977，人口密度每平方公里2,698.9人。